# Eadberht III. Præn

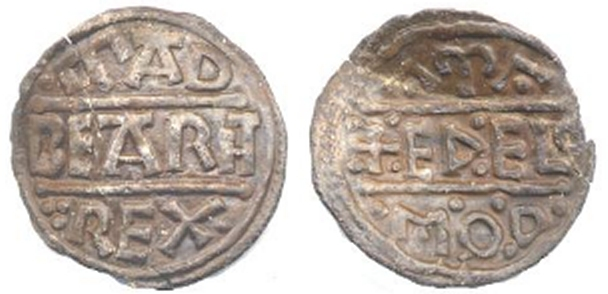
Münze von Eadberht Praen, vom Münzmeister Æthelmod in Canterbury geprägt

Eadberht Præn (auch Odberht, Eadbriht, Eadbryht, Eadbert III.; Beiname: Pryn, Prænn, Praen, Wræn) war von 796 bis 798 König von Kent.

## Leben
Kent war im Jahr 785 unter die Herrschaft des Königs Offa von Mercien geraten. Eadberht scheint zu dieser Zeit als Priester am Hof Karls des Großen im Exil gelebt zu haben. Um 795/796 reiste Eadberht, der wahrscheinlich nur erzwungener Weise Priester geworden war, nach Rom, um seinen Fall von Papst Leo III. (795–816) entscheiden zu lassen. Erzbischof Æthelheard (792–805) von Canterbury wurde von Offa nach Rom gesandt, um die Seite Mercias zu vertreten.
Kurz vor Offas Tod im Jahr 796 brach in Kent eine Revolte aus, an deren Spitze sich Eadberht Præn stellte. Er wurde wahrscheinlich von Karl dem Großen unterstützt, zumindest aber wohlwollend geduldet, als er sich 796 in Kent zum König proklamieren ließ. Auch Eadwald (796–um 800), der König von East Anglia, scheint sich von Mercia gelöst und mit Kent verbündet zu haben, denn beide aufständischen Könige prägten gleichartige eigene Münzen. Erzbischof Æthelheard von Canterbury floh nach Mercia, dessen König Cenwulf in Briefwechsel mit Papst Leo III. trat. Leo exkommunizierte Eadberht und gab Cenwulf sein Einverständnis zur Rückeroberung Kents. Cenwulf marschierte mit seiner Armee 798 plündernd und zerstörend in Kent ein, nahm König Eadberht gefangen und brachte ihn in Ketten nach Mercia. Eadberht wurde verstümmelt: Ihm wurden die Hände abgehackt und die Augen herausgerissen, doch sein Leben soll verschont worden sein. Spätere Überlieferungen berichten, dass er in Winchcombe (bei Tewkesbury) in Klosterhaft gehalten wurde. Wilhelm von Malmesbury, ein Chronist des 12. Jahrhunderts, überlieferte, dass Eadberht Præn im Jahr 811 von Cenwulf begnadigt und freigelassen wurde. Eadberhts weiteres Leben und sein Tod wurden nicht überliefert.
Als die Rebellion im Jahr 798 niedergeschlagen war, setzte Cenwulf seinen Bruder Cuthred als Unterkönig in Kent ein.